# Ceylin del Carmen Alvarado
Ceylin del Carmen Alvarado (Cabrera, República Dominicana, 6 de agosto de 1998) es una deportista neerlandesa que compite en ciclismo en las modalidades de ciclocrós y ruta.
Ganó una medalla de oro en el Campeonato Mundial de Ciclocrós de 2020 y cuatro medallas en el Campeonato Europeo de Ciclocrós entre los años 2020 y 2024.

## Medallero internacional

### Ciclocrós
| Campeonato Mundial | Campeonato Mundial      | Campeonato Mundial | Campeonato Mundial |
| Año                | Lugar                   | Medalla            | Competición        |
| ------------------ | ----------------------- | ------------------ | ------------------ |
| 2020               | Dübendorf (Suiza)       | Medalla de oro     | Individual         |
| Campeonato Europeo |                         |                    |                    |
| Año                | Lugar                   | Medalla            | Competición        |
| 2020               | Bolduque (Países Bajos) | Medalla de oro     | Individual         |
| 2022               | Namur (Bélgica)         | Medalla de plata   | Individual         |
| 2023               | Pontchâteau (Francia)   | Medalla de plata   | Individual         |
| 2024               | Pontevedra (España)     | Medalla de plata   | Individual         |